# 蘇格蘭㹴

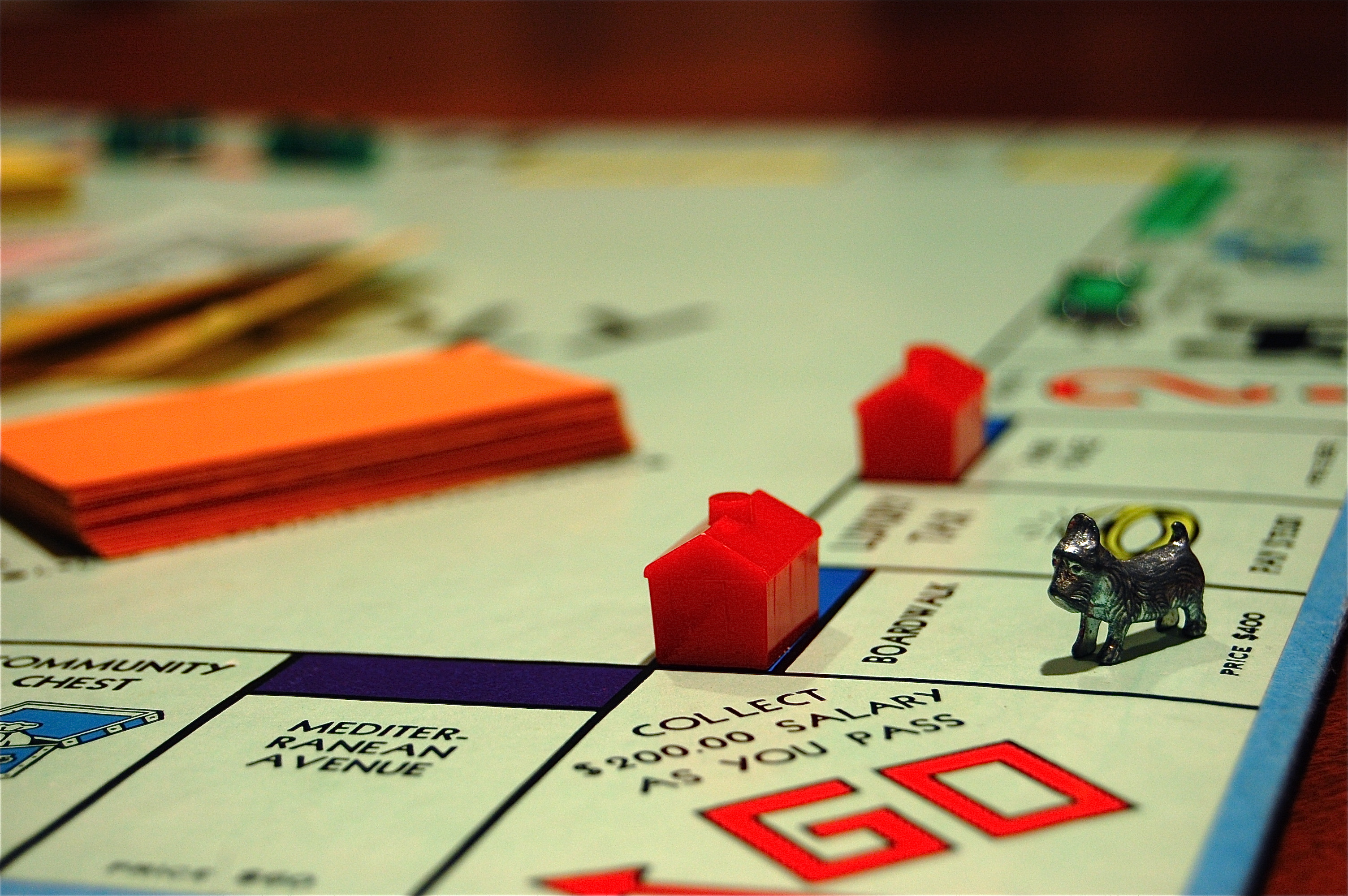
大富翁遊戲上的蘇格蘭梗棋子

蘇格蘭㹴（英語：Scottish Terrier），又稱蘇格蘭爹利，是起源於蘇格蘭的五種㹴犬之一，另外四種是現代的斯凱㹴、凱恩㹴、丹迪丁蒙特梗和西高地白㹴。
美國總統富兰克林·德拉诺·罗斯福和乔治·沃克·布什都曾經飼養過這個犬種。牠亦因為是棋盤遊戲《大富翁》中的一個棋子而聞名。